# SriLankan Airlines
SriLankan Airlines (nom comercial: SriLankan) és l'aerolínia de bandera de Sri Lanka i un dels membres de l'aliança d'aerolínies Oneworld. Es tracta de la primera aerolínia de Sri Lanka en nombre d'avions i destinacions. Fou fundada el 1979 amb el nom d'Air Lanka després de la liquidació de l'anterior aerolínia de bandera del país, Air Ceylon. El juliol de 1999 canvia el nom per SriLankan Airlines. Duu a terme vols a 114 destinacions situades a 48 països (incloent-hi operacions de codi compartit) des de la seva base principal a l'Aeroport Internacional Bandaranaike, prop de Colombo.